# Новоспасское (Смоленская область)

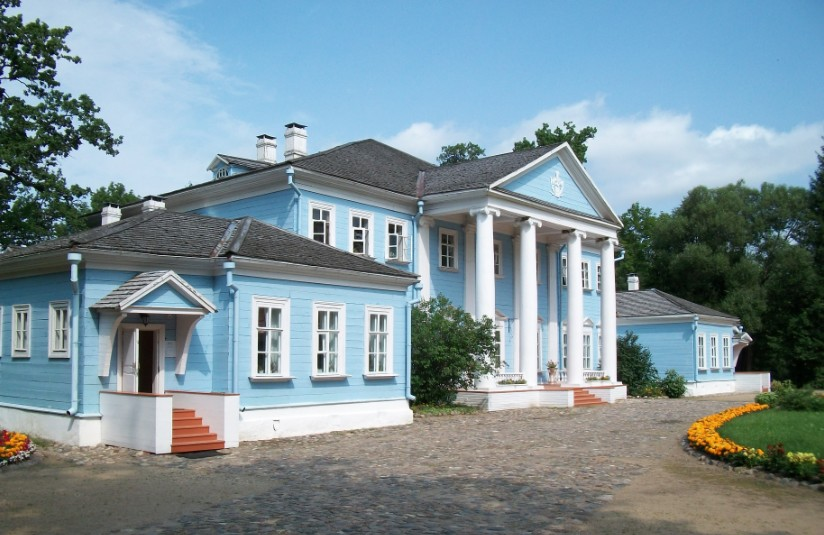
Господский дома в Новоспасском, где родился М.И.Глинка.

 Новоспа́сское — деревня в Ельнинском районеСмоленской области России. Входит  в состав Леонидовского сельского поселения (с 2017 года). Население — 102 жителя (2007 год). В 2018 реально проживает 15 человек. 

## География
Расположена в юго-восточной части области, при региональной автодороге 66К-16, на реке Десна, в 22 км к югу от районного центра. 

## История

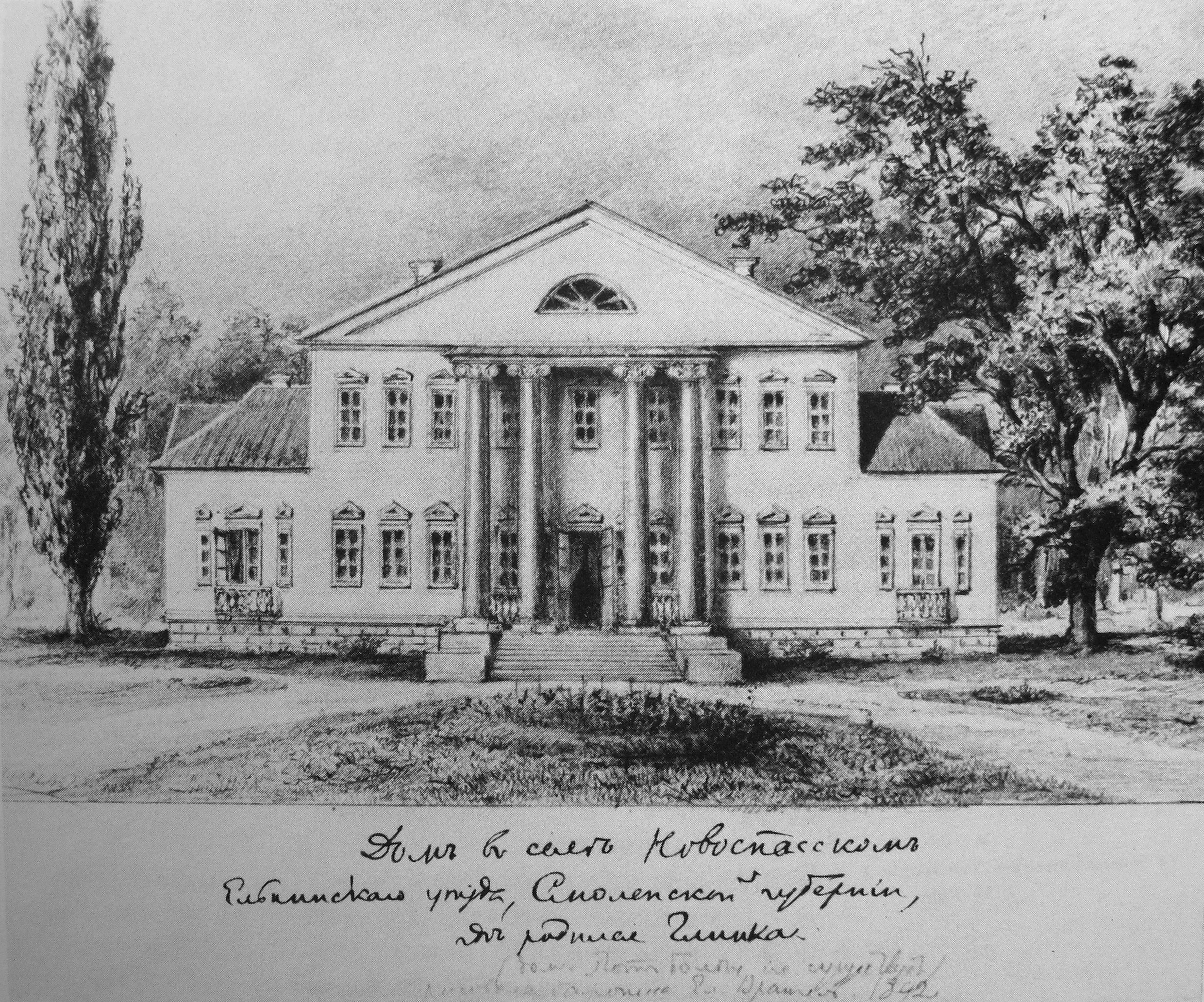
Господский дома в Новоспасском, где родился М.И.Глинка. Рис. Е.Врангель. 1842г.

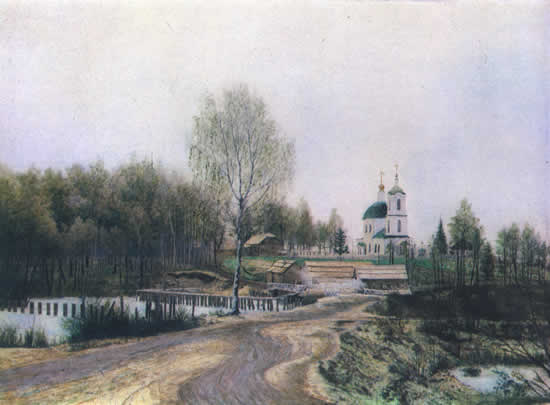
Село Новоспасское Смоленской губернии. Картина XIX век

Пустошь Шатьково (прежнее название) стала собственностью дворянского рода Глинок в 1750-е гг.  Известно с конца XVIII века (в 1786 г. построена каменная церковь в стиле барокко). Село, принадлежавшее родителям М. И. Глинки — русского композитора. В усадьбе Глинок была оранжерея, в которой выращивали южные и экзотические фрукты.  Парк ок. 20 га., растения для которого привозились из Голландии и других стран. М. И. Глинка родился в селе и жил до 1817 года. Последний раз навещал малую родину в 1851 году. После смерти сестры Глинки Ольги усадьба была продана купцу Рыбакову, который в 1879 году разобрал дом и перевёз в Коломну. Парк был запущен. В 1982 году главный дом был воссоздан по старым чертежам и в конце мая 1982 в нём открыт Дом-музей М. И. Глинки.
В деревне проходили съёмки сериала «Обрыв» режиссёра Валерий Федосов по роману Ивана Гончарова.

## Население
1. Н/Д[3]

1. Н/Д[4]

## Инфраструктура
Личное подсобное хозяйство с зоной сельскохозяйственного использования, индивидуальная застройка усадебного типа.

## Памятные места, достопримечательности
- Могила композитора А. В. Станчинского.
- Дом-музей «Усадьба М. И. Глинки» в составе которого сохранился парк с прудами и Тихвинская церковь 1786 года.

## Транспорт
Автобусное сообщение с райцентром.  Остановка общественного транспорта «Новоспасское». 